# Frederic Guillem de Schleswig-Holstein-Sonderburg-Augustenburg
Frederic Guillem de Schleswig-Holstein-Sonderburg-Augustenburg (en danès Frederik Vilhelm af Slesvig-Holsten-Sønderborg-Augustenborg) va néixer el 18 de novembre de 1668 i va morir el 3 de juny de 1714. Era el fill petit del duc Ernest Gunther (1609-1689) i de la princesa Augusta de Schleswig-Holstein-Sonderburg-Glücksburg (1633-1701).

## Matrimoni i fills
El 27 de novembre de 1694 es va casar amb Sofia Amàlia d'Ahlefeldt (1675-1741), filla del comte Frederic d'Ahlefeldt (1623-1686) i de Maria Elisabet de Leiningen-Dagsburg-Hardenburg (1648-1724). El matrimoni va tenir cinc fills:
- Cristià August (1696-1754), casat amb Frederica Lluïsa de Danneskiold-Samsøe (1699-1744).
- Carlota (1697-1760)
- Sofia (1699-1765)
- Augusta, nascuda i morta el 1700.
- Frederic